# Nicholas Hilliard
Nicholas Hilliard, född cirka 1547, begravd 7 januari 1619, var en engelsk miniatyrmålare och guldsmed.

## Biografi
Hilliard var son till en guldsmed från Exeter och var innehavare av en fullmakt som utfärdats av drottning Elisabet att verka som guldsmed. Hans mest berömda konstverk utgörs dock av miniatyrporträtt av hög kvalitet som även är värdefulla historiska dokument. Hilliard besökte Frankrike 1557-1558 och influerades då av den franska hovkonsten. Ett av Hilliards mest kända verk är Ung man bland rosor, som i sitt bildspråk står nära symbolismen i vännen Sir Philip Sidneys kärleksberättelse.

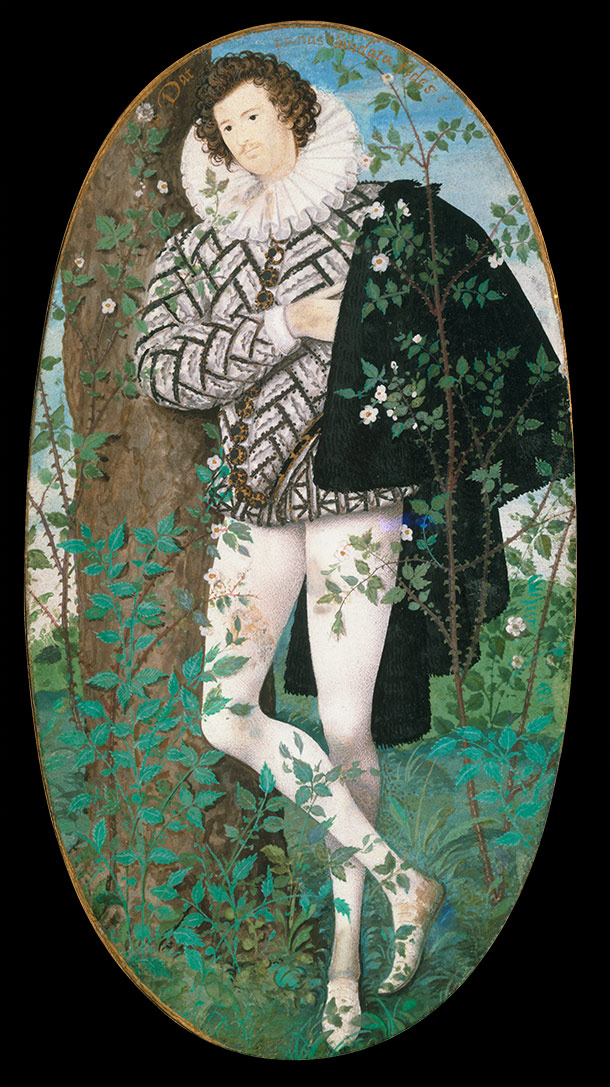
Ung man bland rosor

Hilliard tillskrivs en avhandling om miniatyrmåleri med titeln The Art of Limning. Den förvaras i Bodleian Library i Oxford.